# Waterloo Bridge (1931)
Waterloo Bridge ist ein US-amerikanischer Spielfilm von James Whale aus dem Jahr 1931. Es handelt sich dabei um die erste Verfilmung des populären Broadway-Theaterstücks Die Waterloo-Brücke (Originaltitel: Waterloo Bridge) von Robert E. Sherwood. Die Hauptrollen in diesem von Universal Pictures produzierten Schwarzweißfilm spielten Mae Clarke und Douglass Montgomery.

## Handlung
Roy Wetherby, ein kanadischer Soldat, der während des Ersten Weltkriegs in London auf Urlaub ist, begegnet auf der Waterloo Bridge Myra. Wenig später verlieben sich die beiden, doch Roy ahnt nicht, dass sie eine Prostituierte ist. Kurz bevor er wieder an die Front muss, nimmt sie seinen Heiratsantrag an. Sie besuchen an einem Wochenende Roys Onkel, Mutter und Schwester auf dem Land. Nach Roberts Abschied wird Myra klar, dass sie ihrer Vergangenheit nicht entfliehen kann und kehrt nach London zurück; dort kommt sie bei einem Luftangriff ums Leben.

## Hintergrund
Die Handlung galt für die damalige Zeit als sehr gewagt. Waterloo Bridge erschien 1940 als Remake mit Vivien Leigh und Robert Taylor in den Hauptrollen; siehe Ihr erster Mann. 1956 entstand eine dritte Verfilmung mit dem Titel Gaby unter Regie von Curtis Bernhardt, welche die Handlung in den Zweiten Weltkrieg versetzte. Die Hauptrollen übernahmen Leslie Caron und John Kerr, letzterer war Enkel von Frederick Kerr, der in diesem 1931er-Film den Colonel spielt.
Die erste Verfilmung von James Whale galt lange Zeit als verschollen. 1975 wurde sie wiederentdeckt, aber erst zwei Jahrzehnte später erstmals wieder veröffentlicht.